# Orxata Sound System
Orxata Sound System (a menudo escrito simplemente "orxata", en homenaje a la bebida homónima) fue un colectivo musical valenciano que nació en la comarca de l'Horta en 2003 y se deshizo en 2014.Por el grupo han pasado muchos integrantes, pero había unos que eran constantes, como Diana De La Torre, Jordi Palau, Natxo Jiménez, Andreu Sepúlveda, Jaume Guerra, Carles Biano Soler.
Ellos mezclaron diferentes estilos de música electrónica como el drum and bass, el electro, el dub o el ragga con el canto de estilo y la música tradicional valenciana. La banda fue pionera en el uso de las nuevas tecnologías en su música y para comunicarse con su público.
Orxata no se definía como grupo musical, sino como colectivo. Ellos mismos decían ser “como un experimento, como un laboratorio”, por su apuesta con la  experimentación desde sus inicios.  Con sus letras solían aludir a fuertes críticas sociales. Además, sus canciones tienen un cierto componente escéptico y utilizan el valenciano como lengua de expresión. El grupo apostó por formas libres y horizontales de distribución y creación haciendo uso de las licencias de Creative Commons,  publicando su trabajo en redes de intercambio p2p y promoviendo la edición de las letras de algunas de sus canciones con una página wiki en su web .  El grupo rompió la distancia entre emisor y receptor dudando de etiquetas como "autor" y "autoría". Algunas características del conjunto son la horizontalidad, el uso de expresiones artísticas y del humor, el modelo de guerrilla (acciones enfímeras e impactantes) y la manera en la que entienden la cotidianidad.

## Historia

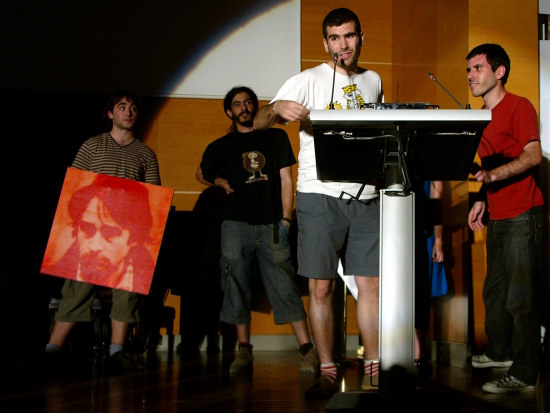
Horchata recibiendo el premio a mejor disco de pop rock en los Premios de Música en Valenciano Ovidi Montllor.

Orxata Sound System tuvo su origen junto a dos músicos que fueron miembros del grupo de ska - punk Asco, que, influenciados por Asian Dub Foundation,  se vieron con la necesidad de hacer un grupo que mezclara el canto de estilo valenciano y la música electrónica. En este momento, se creó el nuevo grupo y así se empezaron a crear las bases electrónicas y las letras. Para el primer concierto se añadió el entonces el bajista del grupo fusion Budell, con el que el conjunto tomaba forma de trío con los elementos acústicos con la voz de Jordi Palau , eléctricos  que era el bajista Jaume Guerra y electrónicos junto con el programador Carles Soler. Con este aspecto de trío  hicieron varios conciertos por todo el País Valenciano hasta principios de 2005,  cuando grabaron la primera maqueta: un trabajo que presentó cinco temas y dos intros con la colaboración de Ovidi Twins y las cantantes de Ki Sap y Pomada .
En marzo del mismo año se incorporaron las tres cantantes Neus Berenguer, Violeta Ausina i Carla Saz  y el nuevo trompetista Natxo Jiménez, este último puso fin a la colaboración eventual del trompetista de Budell. Esta formación de Orxata ha sido la más conocida y ha hecho la mayor parte de sus conciertos, actuando entre otros lugares en Perpiñán, Austria, Bélgica, Marruecos, Alemania, pasando por gran parte de la geografía catalanohablante. 
En el mes de enero de 2007 grabaron su primer trabajo, en parte, lo hicieron gracias a haber ganado el concurso Tirant de Rock y el galardón de Grup Revelació en la primera edición de los  Premis de Música Ovidi Montllor con su disco 1.0 .  En 2008, 1.0, el grupo ganó un galardón como mejor disco de pop rock en el tercer certamen de los Premios de Música en Valenciano Ovidi Montllor aunque ellos defendieron que "su estilo no era ni Pop ni Rock ya que si música era inclasificable".Un año después, lanzaron un CD con tres canciones y lo llamaron 2.0 beta 1. Ya en 2010, publicaron la segunda parte, 2.0 beta 2,  otro disco de tres canciones. 
El año 2011 la formación lanzó su segundo trabajo llamado 2.0.  Con este segundo disco, se incorporó el rapero Panxo, ahora archiconocido como cantante de Zoo. Este álbum incluye 10 canciones, una de las cuales fue escrita a partir de letras de sus seguidores de Twitter . Previamente sacaron dos maxisencillos llamados "2.0 beta 1" y "2.0 beta 2". Los tres trabajos están hechos con licencia Creative Commons .  De este disco, los músicos se desnudaban al interpretar la canción Suavidad Universal, la pieza está basada en las propuestas de los seguidores a través de Twitter y en cosas que dan buenas sensaciones.  En este año 2011 alcanzaron su éxito exponencial y hicieron un concieto en la sala Spook y otro en la Mirror.
3.0 es el tercer trabajo del colectivo, éste fue grabado parcialmente en Islandia, que entonces salía como referente del cambio después de la crisis de 2008 .  Apareció en diciembre de 2012 y fue financiado por micromecenazgo .  En este álbum, Neus, Violeta, Carla i Panxo abandonaron pero se incorporó Diana de la Torre, una cantante de origen colombiano.
En 2014 se fueron de “Rave Mundial Indefinida”, y entraron “en fase d’hibernació”. Este mismo año, el grupo se disolvió indefinitivamente.

## Estilo
El proyecto nació como un experimento vinculado a internet, de ahí su nombre .  Desde el principio trabajaron con software libre. Las diferentes versiones del software fueron los nombres en los que se basaron los músicos para nombrar sus trabajos . En el momento, Internet era entendido como una manera radicalmente democrática, postando por el copyleft y las Creative Commons BY-NC-SA.  Aunque la licencia no era propiamente libre, al no permitir la reutilización comercial,  el uso de estas licencias entronca con otra de las tradiciones de la que bebían, la del canto de estilo,  donde la música era libre por sí y se transmitía oralmente por generaciones.
En cuanto a las letras, utilizaron tecnología wiki o pads para su elaboración .  En algunos casos, las letras comenzaban desde cero,  en otros, los autores contactaban con colectivos sociales que daban una pincelada de las letras que después se realizarían colaborativamente, así hacían que sus seguidores tomaran presencia en las canciones.  Durante el proceso, las canciones tenían hashtag en Twitter .  En cuanto al lenguaje, la formación experimentaba con la pronunciación de las palabras,  hacía juegos de palabras y abundaban las referencias culturales. 

## Discografía
Los discos de la formación son nombrados con la misma numeración que el software .  Así, la maqueta es conocida como 0.5, y los tres álbumes tienen la numeración de 1.0, 2.0 y 3.0 . 

### Maquetas
| 2005. Autoedició sota Creative Commons: Orxata |
| ---------------------------------------------- |
|                                                |

### Álbumes
- 2007. 1.0
- 2011. 2.0
- 2012. 3.0

### Betas y EPs
| 2009: 2.0 beta 1                                 |
| ------------------------------------------------ |
| 1. Ausonia Guevara 2. Palmera Destroy 3. Badalls |

| 2010: 2.0 beta 2                                       |
| ------------------------------------------------------ |
| 1. Me La Fiques More 2. Came Came Crew 3. Gerointifada |

| 2013: 3.1                                                                     |
| ----------------------------------------------------------------------------- |
| 1. Hi Ha Los 2. Colp a Colp (SoniyeMuzick remix) 3. Orgasme (Versió de 121dB) |

## Miembros
- Carles Soler Salvador (Biano) - programación
- Jordi Palau Ballester (Pa Lao) - voz
- Neus Berenguer Revert - voz
- Violeta Ausina Moret - voz
- Diana De La Torre - voz
- Jaume Guerra Meneu - bajo
- Natxo Jiménez Álvarez - trompeta
- Andreu Sepúlveda Marco - voz, sonorización
- Carla Saz Quilis - voz
- Toni Sánchez Pardines (Pancho) - voz